# Gary Schmitt
Gary James Schmitt, né en 1952, a été directeur (1999 - 2001) et président du New Citizenship Project. Il fut executive director du Project for the New American Century (PNAC) de 1998 à 2005. Il est actuellement[Quand ?] directeur du programme d'études stratégiques avancées de l'American Enterprise Institute.